# Orihovîțea, Ujhorod
Orihovîțea (în ucraineană Оріховиця) este un sat în comuna Onokivți din raionul Ujhorod, regiunea Transcarpatia, Ucraina.

## Demografie
Componența lingvistică a localității Orihovîțea
     Ucraineană (98,18%)
     Rusă (1,49%)
     Alte limbi (0,34%)
Conform recensământului din 2001, majoritatea populației localității Orihovîțea era vorbitoare de ucraineană (98,18%), existând în minoritate și vorbitori de rusă (1,49%).